# ساينتس رو (لعبة فيديو 2022)
ساينتس رو (بالإنجليزية: Saints Row)‏ هي لعبة أكشن-مغامرات من تطوير شركة فوليشن ونشر ديب سيلفر وهي الجزء الرئيسي الخامس والريبوت في سلسلة ساينتس رو. صدرت اللعبة على منصات بلاي ستيشن 4، بلاي ستيشن 5، إكس بوكس ون، إكس بوكس سيريس إكس وسيريس أس ومايكروسوفت ويندوز في 23 أغسطس 2022.